# Isaeidae
Isaeidae (лат.) — семейство ракообразных из отряда бокоплавов.

## Описание
Голова прямоугольная, передний дистальный край край углублен; латеральная цефалическая доля слабо расширена, глаз, если имеется, расположен проксимальнее доли; передний вентральный край умеренно или сильно сильно углублен и умеренно выемчатый. Пальпа мандибулы с асимметричным третьим члеником, он дистально округлый, волоски тянутся вдоль большей части заднего дистального края, задний край с волосками разной длины. Гнатопод 1 не увеличен ни у самцов, ни у самок. Гнатопод 2 у самца крупнее, чем гнатопод 1, мерус не увеличен. Переоподы 5—7 субчешуйчатые. Переопод 7 почти равный или короче переопода 6. Уросомиты не сросшиеся. Тельсон без крючков и зубцов.

## Классификация
Включает 2 рода и 4 вида.
- инфраотряд Corophiida
  - парвотряд Caprellidira
    - надсемейство IsaeoideaAllman, 1847
      - семейство Isaeidae Dana, 1853
        - род Isaea Milne-Edwards, 1830
          - Isaea concinna  Gurjanova, 1938
          - Isaea elmhirsti  Patience, 1909
          - Isaea montagui  H. Milne Edwards, 1830

        - род Pagurisaea Moore, 1983
          - Pagurisaea schembrii  Moore, 1983
- Исключённые таксоны
  - Cerapopsis Della Valle, 1893 → Kamakidae
  - Cheirophotis Walker, 1904 → Cheiriphotis → Corophiidae
  - Eurystheus Spence Bate, 1857 → Gammaropsis Lilljeborg, 1855 (Photidae)
  - Noenia  → Naenia Spence Bate, 1862 → Podoceropsis Boeck, 1861 (Photidae)